# Cantonul Rougé
Cantonul Rougé este un canton din arondismentul Châteaubriant, departamentul Loire-Atlantique, regiunea Pays de la Loire, Franța.

## Comune
- Fercé
- Noyal-sur-Brutz
- Rougé (reședință)
- Soulvache
- Villepot